# 바트라이헨할

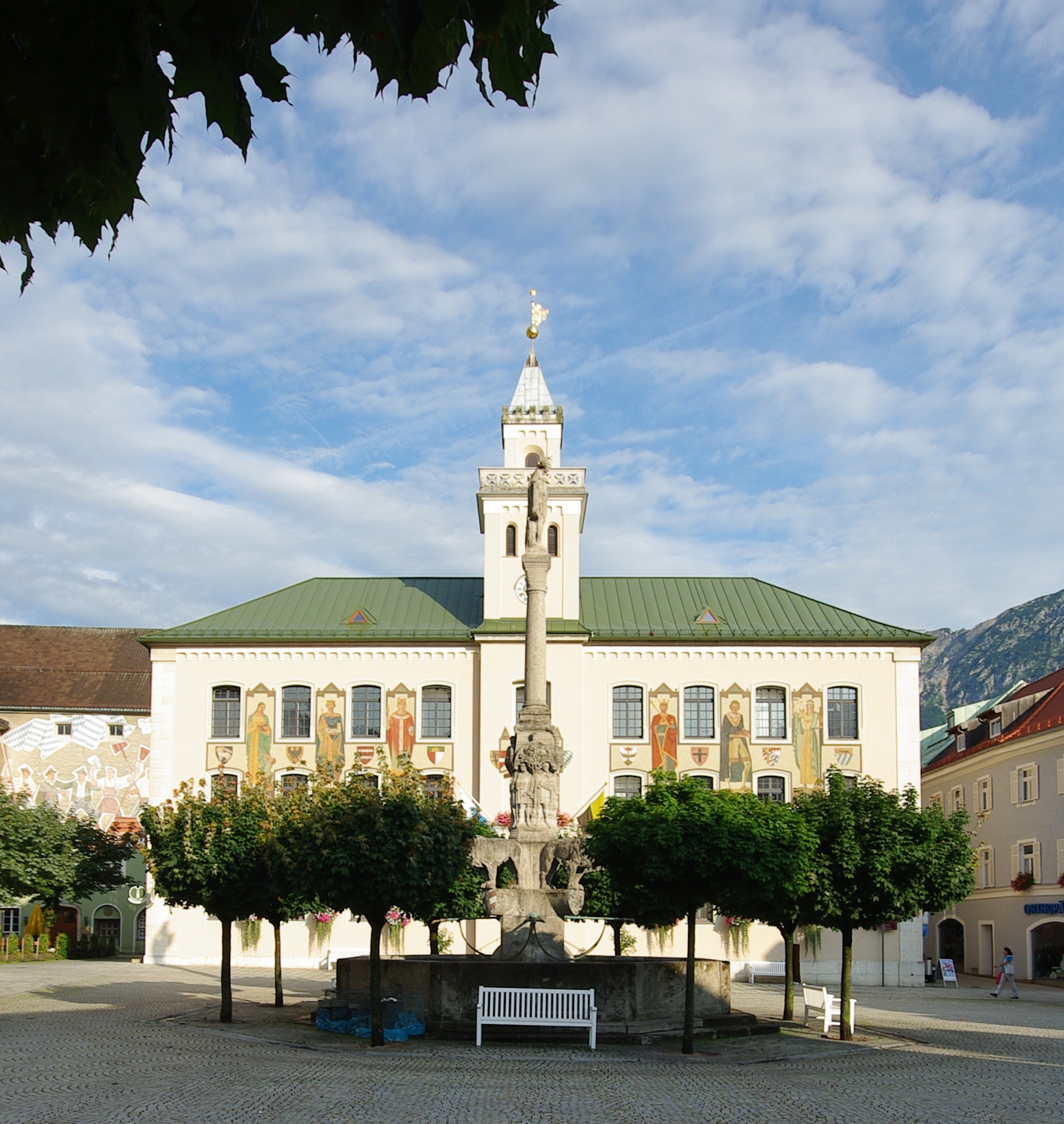
지방관청

바트라이헨할(Bad Reichenhall, 독일어 발음: [baːt ʁaɯçn̩ˈhal], 중부 바이에른: Reichahoi)은 독일 북부 바이에른 주 베르히테스가데너 란트의 온천 마을이자 행정 중심지이다. 킴가우 알프스(슈타우펜산(1,771m)과 즈비젤산(1,781m) 포함)으로 둘러싸인 분지의 잘츠부르크 근처에 위치하고 있다. 다른 고산 마을과 함께 바트라이헨할은 고산 호의 지속 가능한 발전을 달성하기 위해 알파인 협약을 이행하기 위해 올해의 알파인 타운 협회에 참여하고 있다. 바트라이헨할은 2001년에 올해의 알파인 타운으로 선정되었다.
바트라이헨할은 소금물 연못에서 소금으로 포화된 물을 증발시켜 얻은 전통적인 소금 생산 중심지이다.